# Contes bàrbars
Contes bàrbars (títol original en francès Contes barbares) és un quadre fet per Paul Gauguin el 1902 a Hiva Oa (illes Marqueses). Pintat mesos abans de morir, es considera un llegat simbòlic de la seva obra.
És un oli sobre tela de 131,5 × 90,5 cm, signat i datat a la part inferior dreta: Paul Gauguin / 1902 / Marquises. El títol està inscrit en francès: contes barbares. Es conserva al Museu Folkwang d'Essen (Alemanya).

## Descripció
Representa tres figures assegudes en un fons boscós. La figura en primer pla és una nativa nua pintada amb tonalitats lluminoses i amb una llarga cabellera pèl-roja coronada de flors. La segona figura, també nua i més fosca, és un ser androgin, de sexe indefinit, assegut en posició del lotus tradicional en l'art hindú i budista. Al fons, una tercera figura d'aspecte inquietant sembla observar les altres dues amb la mà recolzada en el mentó. Està vestit amb la túnica femenina imposada pels missioners. Té urpes en els peus, els ulls són verds felins i la barba i el cabell també són rojos.
En el fons hi ha alguns arbres tapats per un núvol blanc de boira i flors de lilàs. A terra hi ha unes fruites.

## Context
L'any 1902, Gauguin tenia 54 anys i estava instal·lat a Atuona, capital d'Hiva Oa. Estava malalt, amb problemes al cor, dolors a les cames, problemes de vista i amb nostàlgia d'Europa on deia que volia tornar. Fa amistat amb alguns natius: Tioka, el seu veí, diaca de la parròquia protestant i coneixedor de les tradicions marquesanes; Haʻapuani, sacerdot-bruixot; i la seva dona Tohotaua que pintarà com a model.
Era conscient del seu estat. El novembre de 1901, setze mesos abans de morir, havia escrit: «Demano només dos anys de salut […] per arribar a una certa maduresa en el meu art». Durant aquesta època llegeix i escriu molt. Redacta L'Esprit moderne et le Catholicisme, un assaig de crítica religiosa, i Racontars de rapin, tractat d'art i d'estètica.

## Personatges

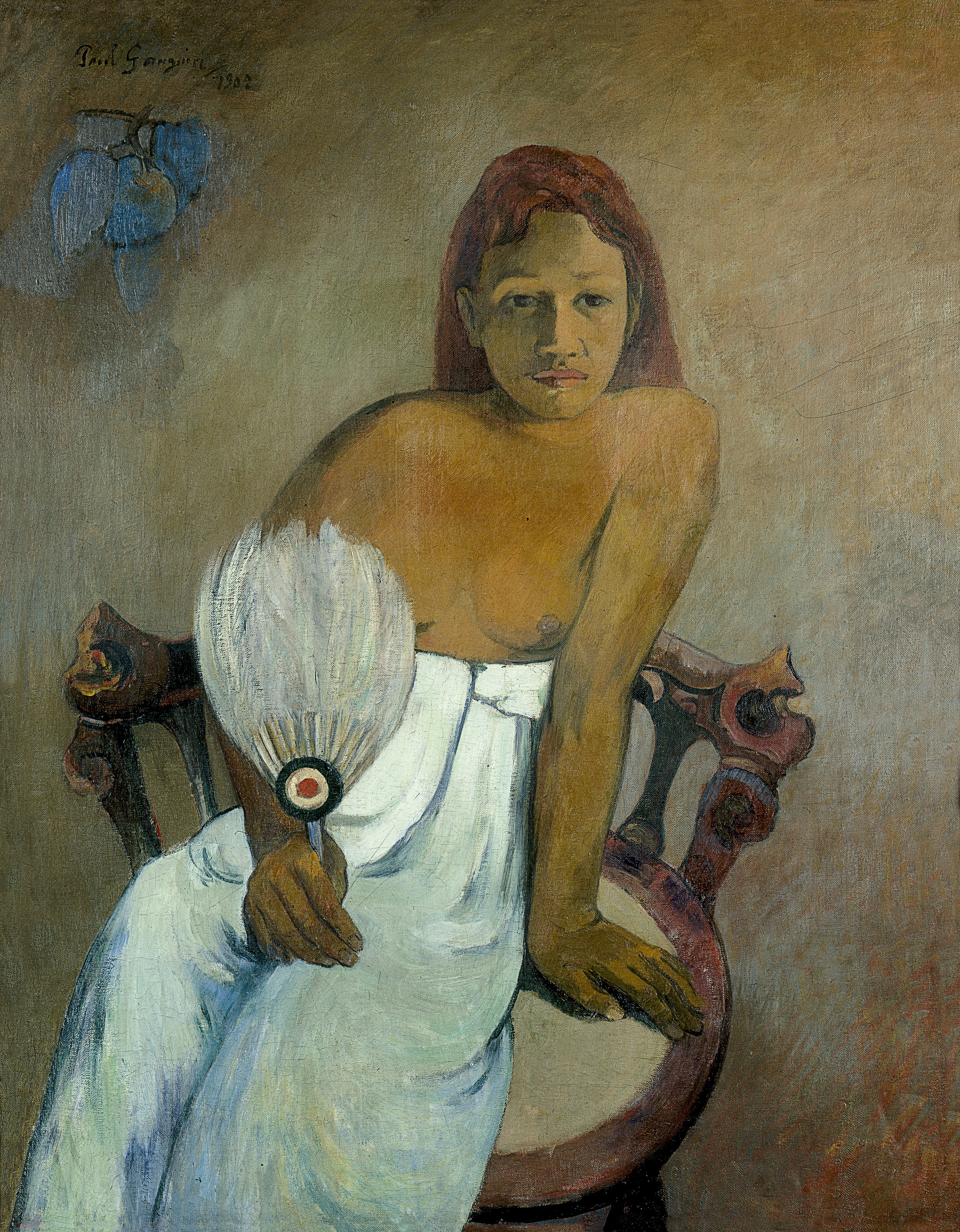
Dona amb ventall, Gauguin 1902

La figura en primer pla és la model Tohotaua, cristianitzada Sara, característica per la seva cabellera pèl-roja. La va pintar en diferents quadres, destacant a Dona amb ventall pintat a partir d'una fotografia d'estudi. El pèl-roig és rar entre els polinesis, tot i que no és estrany i ja va ser notat en els primers contactes amb els europeus. Tohotaua provenia de l'illa veïna de Tahuata i era la dona del bruixot Haʻapuani, tots dos amics de Gauguin.

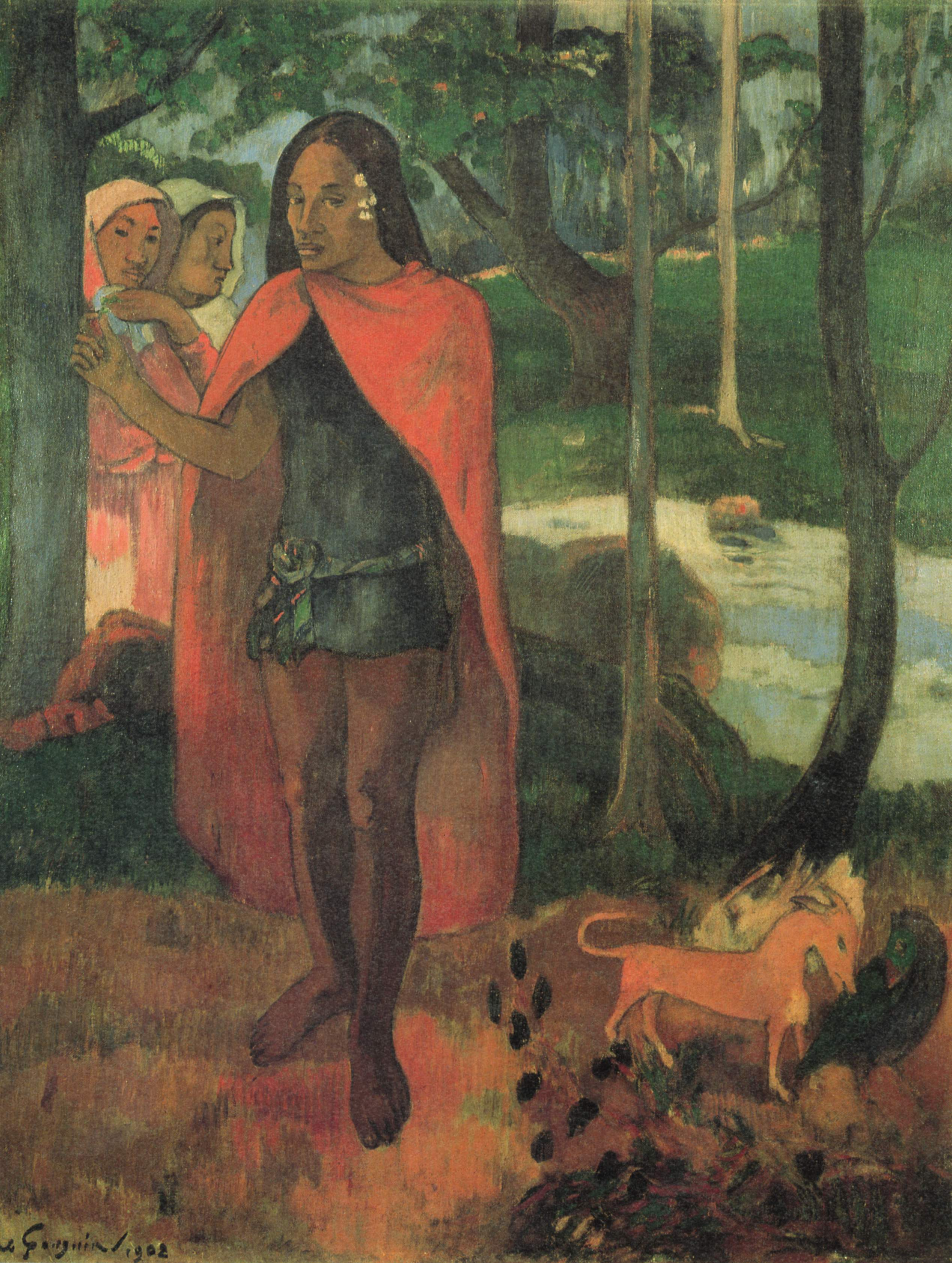
El bruixot d'Hiva Oa, Gauguin 1902

La figura en segon pla probablement està inspirada en una estatura de Buda del temple de Borobudur, del que Gauguin en tenia algunes fotografies. És la mateixa figura que la representada a El bruixot d'Hiva Oa. En aquest quadre està dret i amb la capa típica d'un tauʻa, una mena de sacerdot iniciat en els vells costums de les Marqueses. Remet immediatament a Haʻapuani, el marit de Tohotaua, però no es correspon amb les fotografies seves sinó amb una segona fotografia de Tohotaua. Haʻapuani va ser iniciat en la cultura marquesana antiga i va ser cristianitzat per missioners protestants hawaians amb el nom d'Isaac. A diferència dels missioners anglesos i francesos, els missiones hawaians eren polinesis de raça i llengua i no buscaven la ruptura amb les tradicions antigues sinó una evolució vers el cristianisme. Això el permetia compaginar el rol tradicional i el cristià, fins a l'arribada de missioners catòlics francesos que el van reduir a mestre de cerimònies i rituals (tuhuna oʻono). El seu coneixement de la cultura tradicional fascinava a Gauguin.

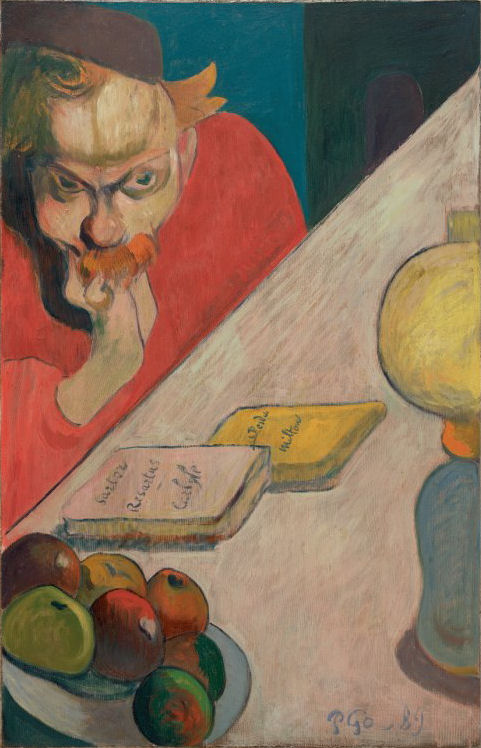
Meyer de Haan i llàntia, Gauguin 1889

La figura del fons és del vell amic Meyer de Haan amb qui havia treballat a Le Pouldu (Bretanya), instal·lats en l'hostal de Marie Henry. De Haan havia mort el 1895 i Gauguin recupera la seva memòria en terres polinèsies. De Haan era un jueu holandès, home molt culte amb coneixements cabalístics, religiosos i filosòfics. Per a Gauguin, De Haan representava el paradigma de cultura filosòfica i literària, un saber entre demoníac i màgic. Per altra banda, De Haan era pèl-roig i amb un aspecte físic poc afavorit, d'estatura baixa i gepa prominent. Gauguin va retratar a De Haan de forma irònica i grotesca amb una fesomia exagerant l'aspecte demoníac i felí. Era tant el representant d'obscurs sabers com la guineu astuta que aconsegueix els favors sexuals. Gauguin substitueix la roba vermella per una túnica violeta identificada com el vestit femení imposat pels missioners. Es repeteix la natura morta amb fruits en el primer pla, els dos llibres són substituïts per les dues dones i la làmpada per flors d'iris i lotus. La inspiració del personatge ja no prové de la literatura europea, representada pels dos llibres, sinó de la cultura oriental i el primitivisme polinesi. Estant a Tahití ja va fer una xilografia de la mateixa figura acompanyada de dues dones.

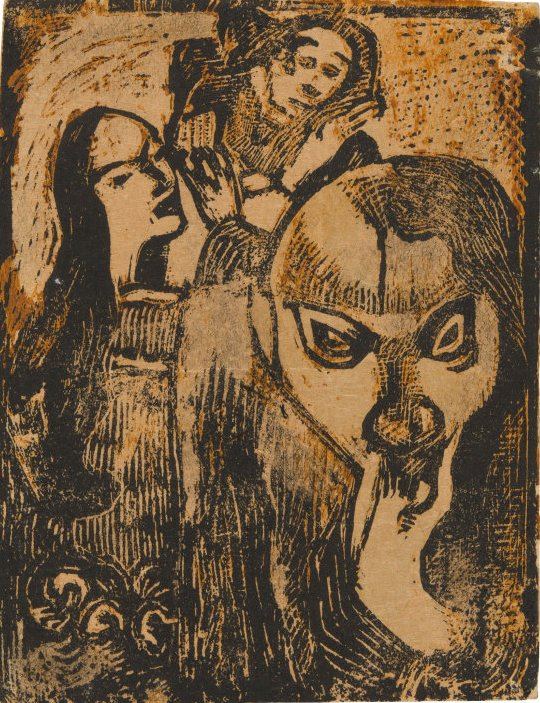
Memòria de Meyer de Haan, Gauguin 1896-1897
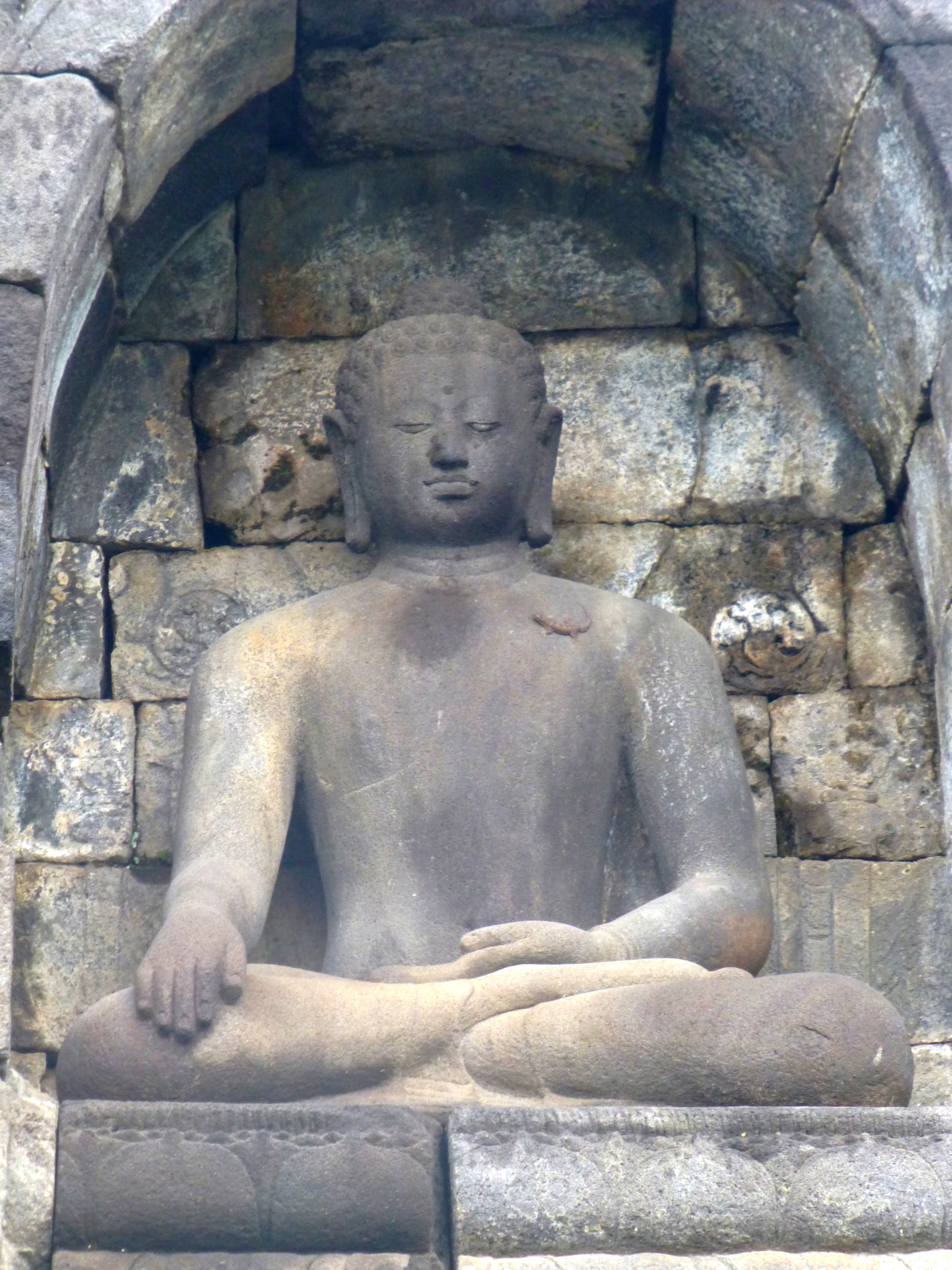
Estàtua de Buda a Borobudur
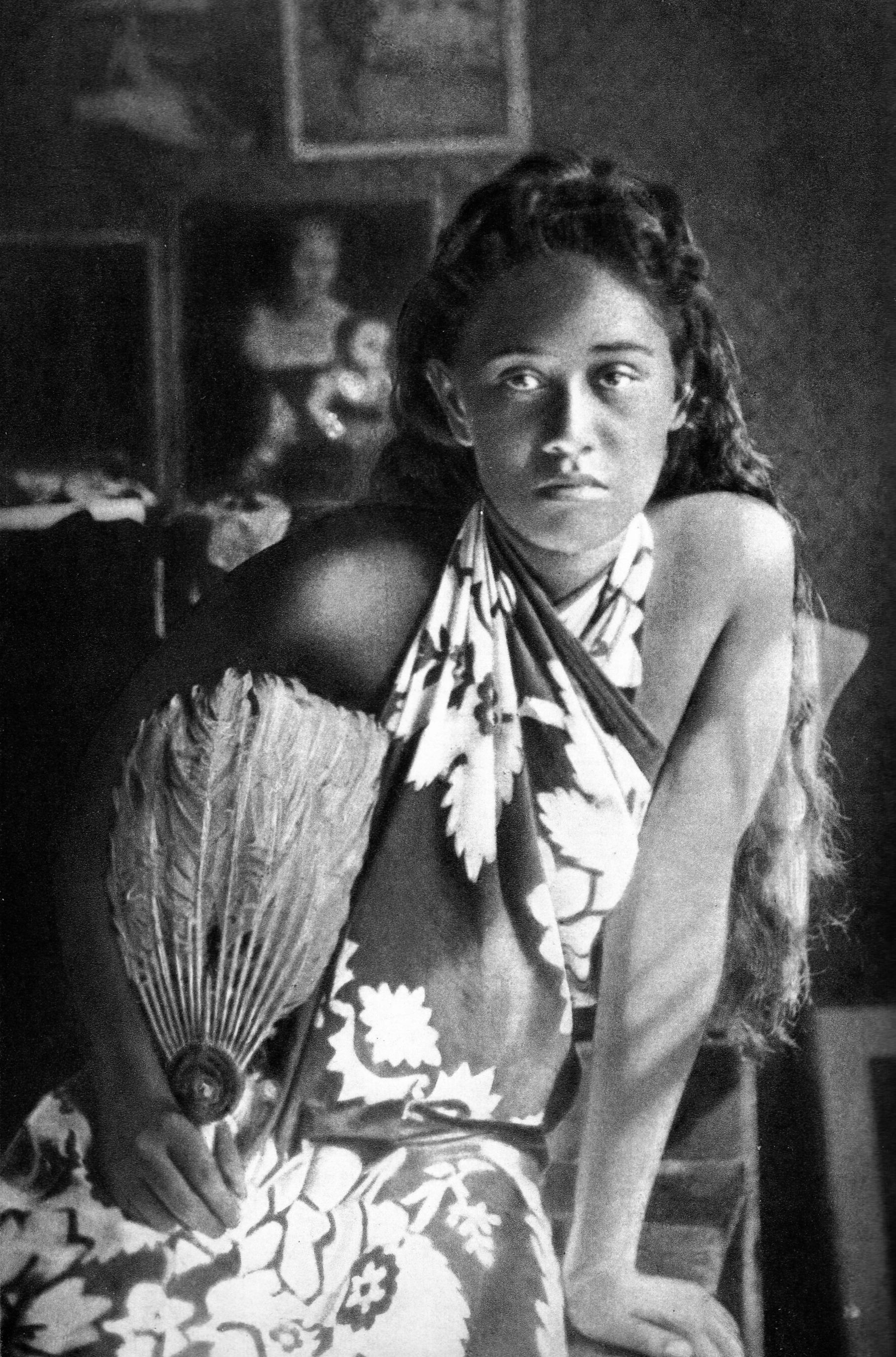
Fotografia de Tohotaua, Louis Grelet 1901

## Simbolisme
La composició aparentment està relacionada amb les seves obres tahitianes anteriors: dones natives assegudes amb una actitud plàcida i el rostre esquematitzat. No és una escena real sinó una escena imaginada sobreposant diferents figures sobre un paisatge tropical. Com és habitual en Gauguin, suggereix múltiples interpretacions a l'espectador, tal com va escriure en una carta: «Treballo una mica com la Bíblia, on la doctrina es pronuncia de forma simbòlica, presentant un doble aspecte...; és el sentit literal, superficial, figuratiu, misteriós d'una paràbola.»
La calma de l'entorn es torna inquietant per la presència del personatge estrany i misteriós del fons a l'esquerra. És una figura humana però el rostre i els peus tenen formes felines. Els ulls vidriosos li donen una expressió maligna.
L'obra transmet l'estat de pesar de Gauguin en els seus últims mesos. El seu estat d'ànim queda reflectit en la tonalitat misteriosa i inquietant del quadre, amb l'abundància de colors blaus, les mirades dels personatges desconcertants o perdudes i la seva falta d'expressió amb actituds rígides i distants. En canvi, les flors i les fruites mostren la vitalitat de la natura.
Els tres personatges suggereixen la representació de tres religions, creences o mons diferents: el judaisme d'Occident, el budisme oriental i el naturalisme animista polinesi. El títol de Contes bàrbars, potser inspirat en Poèmes barbares (1862) de Leconte de Lisle, es podria referir a les antigues pràctiques compartides per les diferents tradicions. També és possible que De Haan sigui la personificació dels "contes bàrbars" imaginats per les dones assegudes, tal com solia fer Gauguin pintant els pensaments en segon pla.
Segons una altra interpretació, De Haan simbolitza la cultura occidental que s'introdueix en la vida dels natius intentant alterar la puresa dels seus paisatges i de la seva gent. Les urpes dels peus simbolitzen l'afany depredador occidental. La túnica missionera és la vergonya davant la nuesa impúdica. L'expressió és la barreja de temor i culpabilitat pel desig sexual i de control de les natives.
El fet que la figura del mig sigui de sexe indefinit, en principi representant a Haʻapuani però amb les faccions femenines de Tohotaua, introdueix el concepte d'androgin. En la mateixa època havia escrit a L'Esprit moderne et le Catholicisme, referint-se a la mitologia grega:
«Antany la natura humana era ben diferent del que és avui. Al principi hi havia tres classes d'homes: els dos sexes que encara subsisteixen, i una tercera composta d'aquests dos; va ser destruït, l'únic que en queda és el nom. Aquest animal formava una espècia particular i s'anomenava androgin, ja que reunia el sexe masculí i el sexe femení; però ja no existeix, i el seu nom és tingut per infame.»
Les fruites en el terra són ofrenes i els lilàs són antics símbols d'anunci tant de la vida com de la mort.

## Historial
El quadre està entre els cinc últims que va enviar a França, al seu marxant Ambroise Vollard. Van arribar l'octubre de 1903, quan Gauguin ja era mort. El col·leccionista i fundador del Museu Folkwang de Hagen (Alemanya), Karl Ernst Osthaus, s'hi va interessar però queixant-se que el preu fixat era massa alt. Vollard va considerar que una vegada mort Gauguin ja no tenia el compromís de mantenir el preu i finalment li va vendre l'any 1904. L'any 1922, després d'una fusió de museus, es va traslladar al Museu Folkwang d'Essen.

## Obres citades
- Walther, Ingo F. Paul Gauguin, 1848-1903.  Colònia: Benedikt Taschen, 1989. ISBN 3-8228-0218-2.
- Ricketts, Melissa. Paul Gauguin.  Sant Adrià de Besòs: Instituto Monsa, 2008 (Galería de pintores). ISBN 978-84-96823-09-9.
- Ricart, Joan (coord.). Gauguin.  Barcelona: Sol90, 2006 (Grandes maestros de la pintura). ISBN 978-84-9820-362-2.
- Hargrove, June «Woman with a Fan: Paul Gauguin's Heavenly Vairaumati, a Parable of Immortality» (PDF). The Art Bulletin, vol. 88, núm. 3, setembre 2006. Arxivat de l'original el 3 de març 2016 [Consulta: 7 gener 2009]. Arxivat 3 de març 2016 a Wayback Machine.
- Sugana, Gabriele Mandel. La obra pictórica de Gauguin.  Barcelona: Planeta, 1988. ISBN 84-320-2863-0.
- Zafran, Eric M. Gauguin's 'Nirvana': Painters at Le Pouldu 1889-90 (en anglès).  Hartford (EUA): Wadsworth Atheneum Museum of Art, 2001. ISBN 0-300-08954-6.
- Morice, Charles. Paul Gauguin.  París: H. Floury, 1920 [Consulta: 2 febrer 2016].